# Antarchia subrubescens
Antarchia subrubescens är en fjärilsart som beskrevs av W. Warren 1903. Antarchia subrubescens ingår i släktet Antarchia och familjen mätare. Inga underarter finns listade i Catalogue of Life.